# بات كورلي
بات كورلي (بالإنجليزية: Pat Corley)‏ مواليد 1 يونيو 1930 في دالاس - الوفاة 11 سبتمبر 2006 في لوس أنجلوس، هو ممثل أمريكي بدأ مسيرته الفنية سنة 1974. امتدت مسيرته الفنية لأكثر من 32 عاما.

## الأعمال
- العودة للديار
- ذا والتونز
- سيمون وسيمون
- فالكون كريست
- ماجنوم بي آي
- فيلم أطفال وستبفورد
- ميرفي براون
- نايت كورت
- المدرب
- هيا آرنولد!

## روابط خارجية
- بات كورلي على موقع IMDb (الإنجليزية)
- بات كورلي على موقع قاعدة بيانات برودواي على الإنترنت (الإنجليزية)
- بات كورلي على موقع قاعدة بيانات الفيلم (الإنجليزية)